# Plagulibasis ciliata
Plagulibasis ciliata – gatunek ważki z rodziny łątkowatych (Coenagrionidae). Endemit Nowej Gwinei; stwierdzony na sześciu stanowiskach położonych w południowej części indonezyjskiej prowincji Papua.